# Piz Campagnung
Der Piz Campagnung ⓘ (Vergrösserungsform aus rätoromanisch im Idiom Surmiran campagna für Feld, Gefilde) ist ein Berg östlich von Marmorera im Kanton Graubünden in der Schweiz mit einer Höhe von 2826 m ü. M. Gegen Südosten zeigt er sich unscheinbar und sanft ansteigend, von den anderen Seiten ist er felsig und steil. Durch die Nähe zum Julierpass ist er ein beliebter, einfach zu erreichender Skitourenberg.

## Lage und Umgebung
Der Piz Campagnung gehört zur Err-Gruppe, einer Untergruppe der Albula-Alpen. Über dem Gipfel verlief die Gemeindegrenze zwischen Marmorera und Bivio, die heute beide zu Surses gehören. Der Piz Campagnung wird im Westen durch die Val da Natons (einem Seitental des Oberhalbsteins) und im Osten durch die Val d’Agnel eingefasst.
Zu den Nachbargipfeln gehören der Piz d’Agnel im Norden, der Piz Surgonda im Nordosten, der Corn Alv im Osten, der Piz Bardella im Südosten und der Piz Neir und der Crappa da Tocf im Südwesten.
Südlich des Piz Campagnung befindet sich auf 2691 m ein kleiner Bergsee, der Leget Piz Campagnung.
Talorte sind Marmorera und Bivio. Häufiger Ausgangspunkt ist die Julierpassstrasse.

## Routen zum Gipfel

### Sommerrouten

#### Durch die Val d’Agnel
- Ausgangspunkt: Parkplatz unterhalb von La Veduta an der Julierpassstrasse (2200 m)
- Via: Durch die Val d’Agnel auf dem Hüttenweg zur Chamanna Jenatsch bis zur Ebene auf 2530 m, dann links abzweigen zur Fuorcla digl Leget (2715 m). Nun westlich am Schuttgkegel (P. 2752) vorbei und auf freier Routenwahl zum Grat.
- Schwierigkeit: EB (bis zur Fuoarcla digl Leget als Wanderweg weiss-rot-weiss markiert)
- Zeitaufwand: 2½ Stunden (25 min von der Fuorcla digl Leget)

#### Durch die Val da Natons
- Ausgangspunkt: Marmorera (1720 m), Marmorerasee (1680 m), Stalveder (1713 m) oder Bivio (1766 m)
- Via: Alp Natons 1963 m zur Fuorcla digl Leget (2715 m). Nun westlich am Schuttgkegel (P. 2752) vorbei und auf freier Routenwahl zum Grat.
- Schwierigkeit: EB (bis zur Fuoarcla digl Leget als Wanderweg weiss-rot-weiss markiert)
- Zeitaufwand: 3½ Stunden von Marmorera, 3¾ Stunden vom Marmorerasee, 3½ Stunden von Stalveder oder 3¾ Stunden von Bivio (25 min von der Fuorcla digl Leget)

#### Über den Kanonensattel
- Ausgangspunkt: Sur (1537 m) oder Saltegnas auf der Alp Flix (1976 m)
- Via: Kanonensattel 2242 m zur Fuorcla digl Leget (2715 m). Nun westlich am Schuttgkegel (P. 2752) vorbei und auf freier Routenwahl zum Grat.
- Schwierigkeit: EB (bis zur Fuoarcla digl Leget als Wanderweg weiss-rot-weiss markiert)
- Zeitaufwand: 4 Stunden von Sur oder 2¾ Stunden von Saltegnas (25 min von der Fuorcla digl Leget)

### Winterrouten
Oft wird statt der Piz Campagnung auch der 175 m höhere P. 3001 nördlich des Piz Campagnung begangen.

#### Von der Julierpassstrasse
- Ausgangspunkt: Parkplatz unterhalb von La Veduta an der Julierpassstrasse (2200 m)
- Via: Durch die Val d’Agnel bis zur Ebene auf 2530 m, dann links abzweigen und direkt zum Piz Campagnung.
- Expositionen: SE
- Schwierigkeit: WS-
- Zeitaufwand: 2 Stunden (2½ Stunden bis zum P. 3001)

#### Abfahrt durch die Val da Natons
Wird gelegentlich auch als Aufstieg benützt.
- Ziel: Marmorera (1720 m) oder Bivio (1766 m)
- Via: Fuorcla digl Leget, Alp Natons
- Expositionen: N, W
- Schwierigkeit: WS
- Alternative: Statt über die Fuorcla digl Leget kann auch über den Sattel P. 2783 in die Val da Natons gefahren werden.

## Galerie

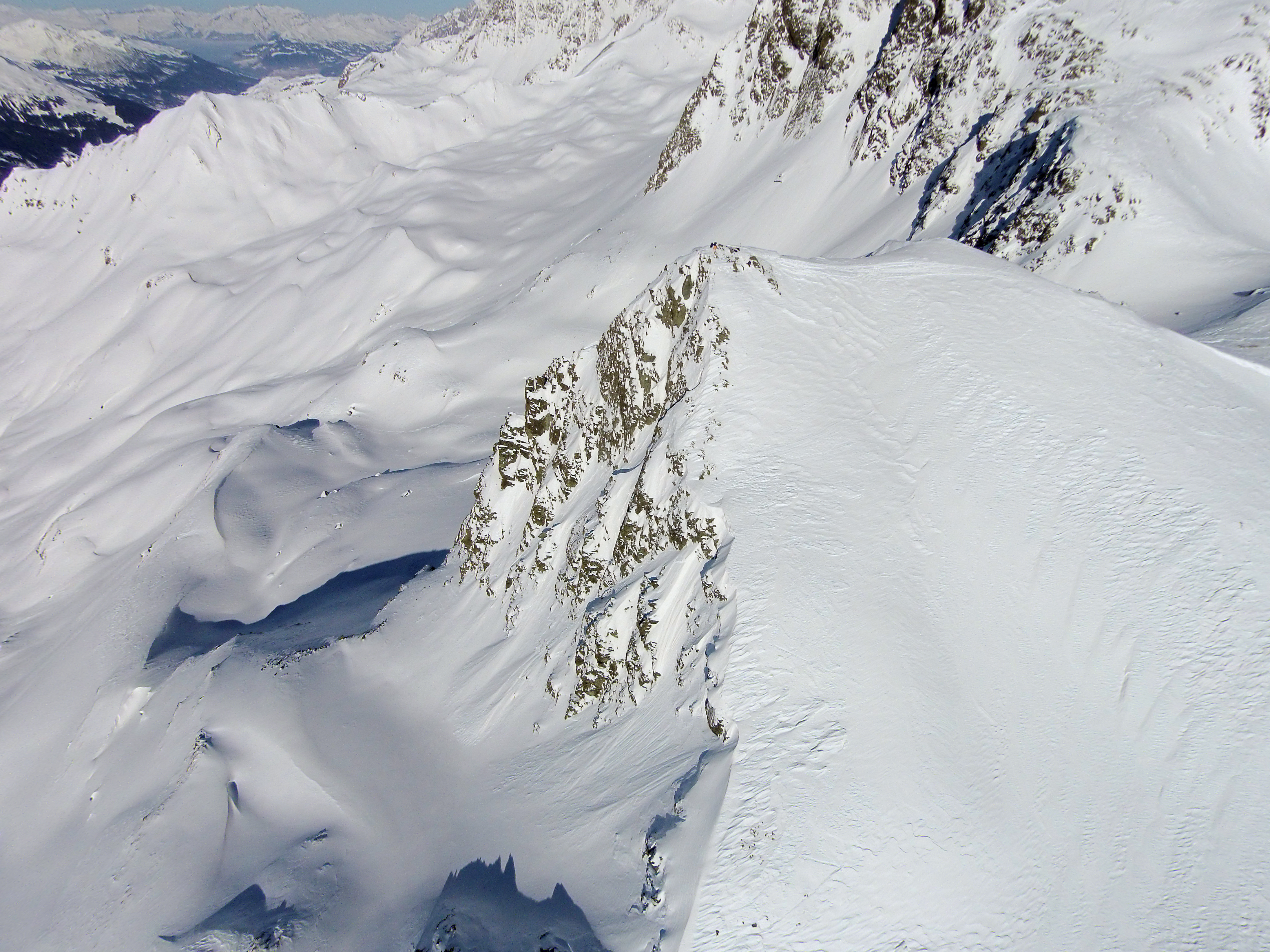
Luftbild vom Piz Campagnung. Gegen Südosten (rechts) zeigt er sich unscheinbar und sanft, von den anderen Seiten ist er felsig und steil.
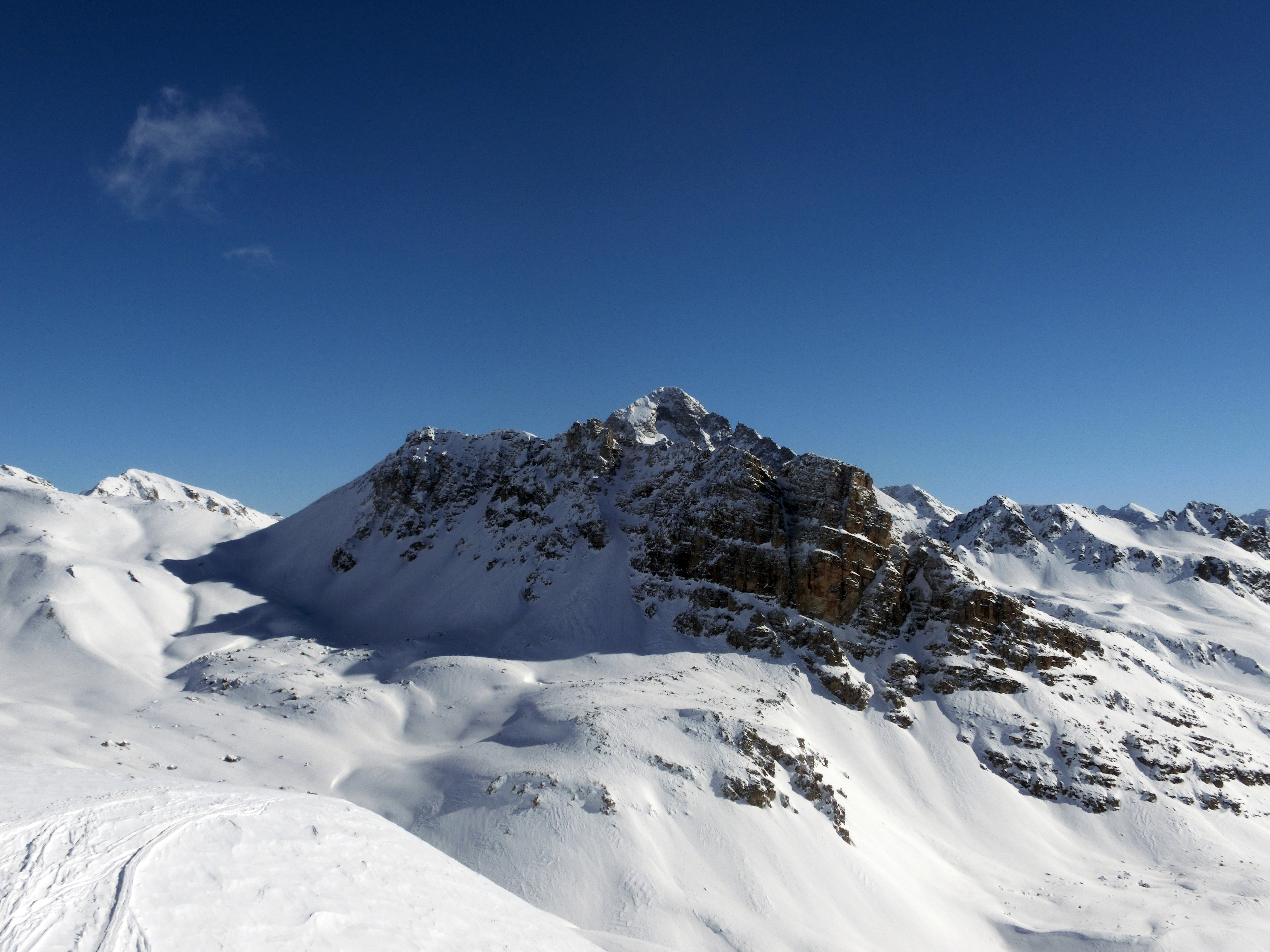
Blick nach Osten zum Corn Alv (vorne) und Piz Julier (hinten).
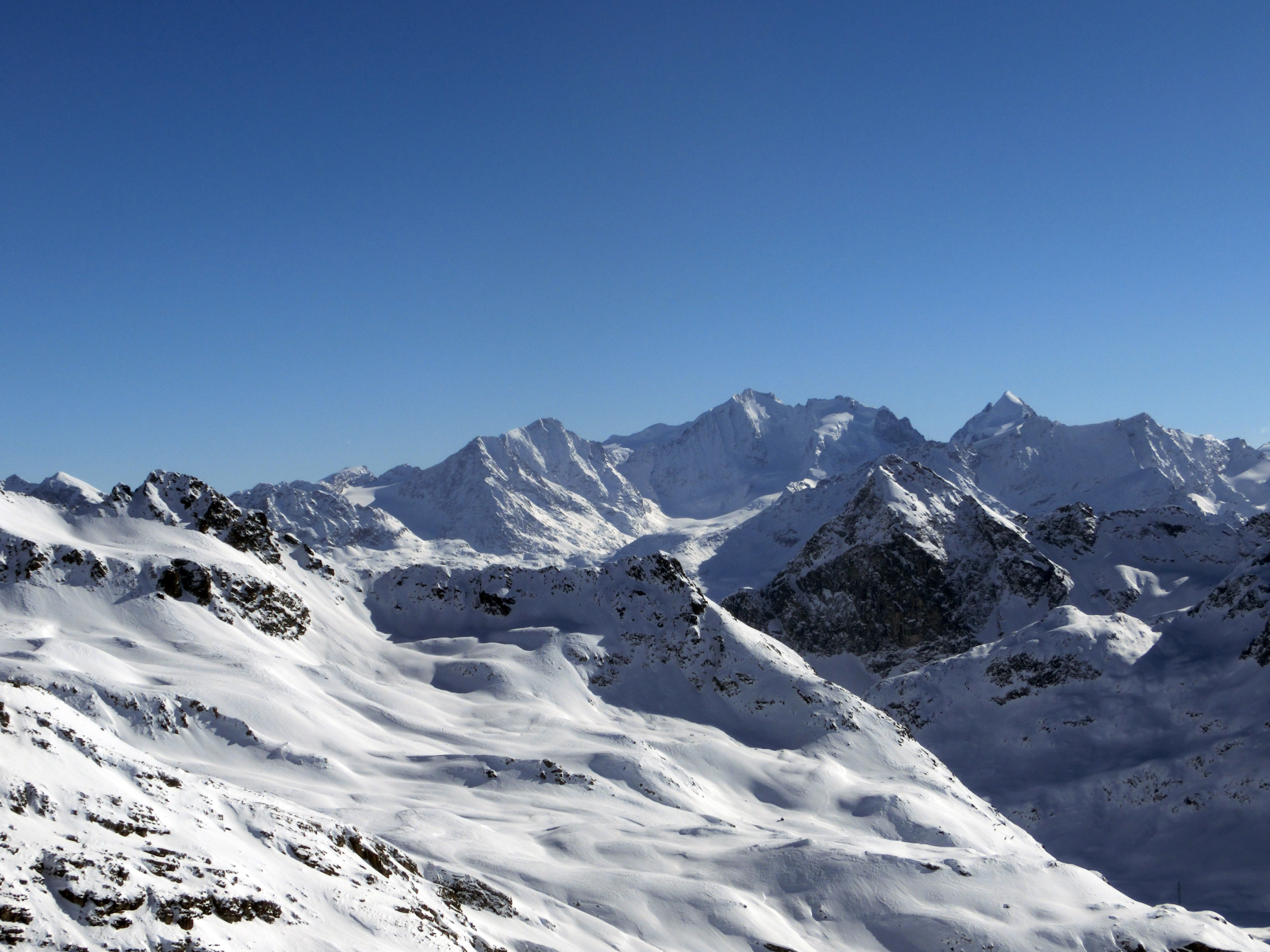
Blick nach Südosten zur Berninagruppe.
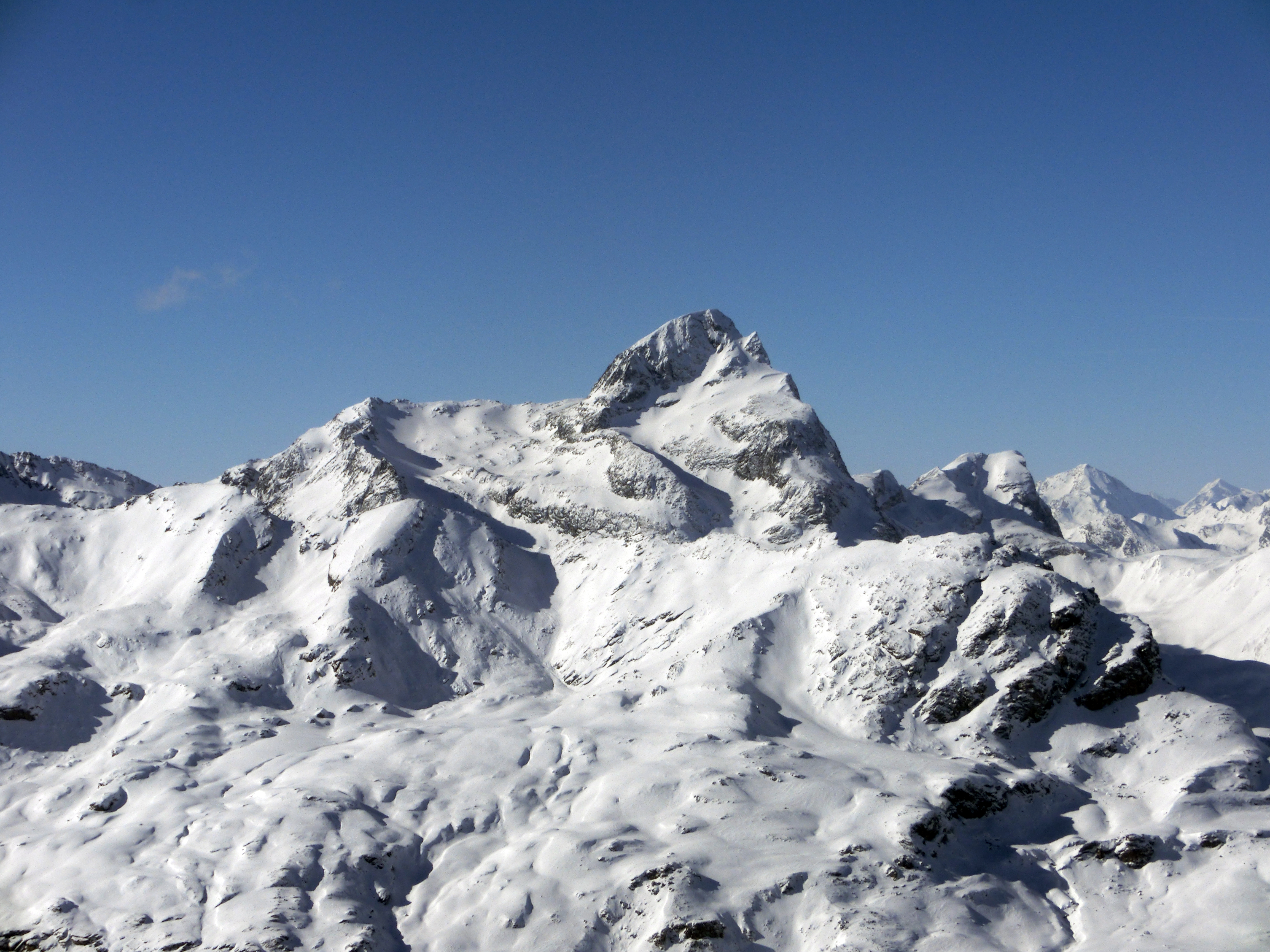
Blick nach Westen zum Piz Platta.
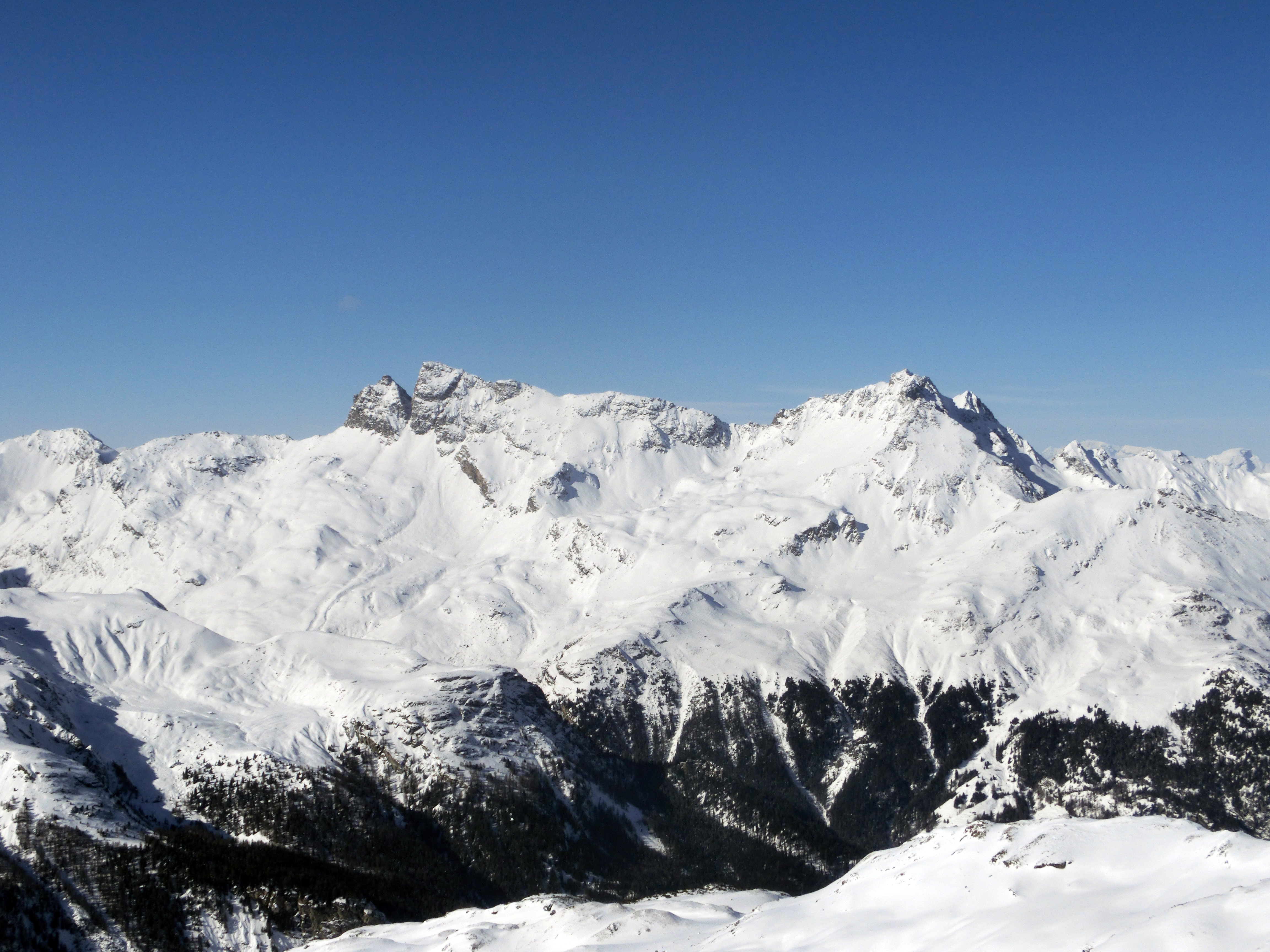
Blick nach Nordwesten zu Piz Forbesch und Piz Arblatsch.